# John Adam (ämbetsman)
John Adam, född 1779, död 1825, brittisk ämbetsman, under en period tillförordnad generalguvernör i Indien.